# حكومة الإنقاذ السورية
حكومة الإنقاذ السورية هي حكومة بديلة بحكم الأمر الواقع تتبع الثورة السورية، كانت تدير المناطق المُحررة في محافظة إدلب قبل سقوط نظام بشار الأسد. تشكلت الحكومة في أوائل نوفمبر 2017. تبع ذلك أسابيع من الصراع بين الحكومة الجديدة والحكومة السورية المؤقتة، مع تقارير من أن هيئة تحرير الشام قامت، من جانب واحد، بحل العديد من المجالس المحلية المدعومة من الحكومة السورية المؤقتة في شمال غرب سوريا. يقود حكومة الإنقاذ السورية رئيس الوزراء علي كده (منذ 18 نوفمبر 2019) والذي تم انتخابه من قبل هيئة تشريعية تسمى مجلس الشورى العام، والذي يرأسه مصطفى الموسى منذ 24 أبريل 2020 وحتى ديسمبر 2024.

## الخلفية
خضعت أجزاء كبيرة من محافظة إدلب، منذ عام 2014، بما في ذلك مدينة إدلب، في شمال غرب سوريا، إلى حد كبير للسيطرة العسكرية لجبهة النصرة المرتبطة سابقا بتنظيم القاعدة، والتي شكلت في وقت لاحق هيئة تحرير الشام مع خمس مجموعات أخرى، والتي كانت في حالة حرب مع المقاتلين المتمردين الآخرين، بما في ذلك الجيش السوري الحر، ومع المعارضة السورية بشكل عام. لا تعترف هيئة تحرير الشام بسلطة قيادة المعارضة الرسمية، ولا بالائتلاف الوطني لقوى الثورة والمعارضة السورية أو حكومتها المعترف بها، الحكومة السورية المؤقتة. ومع ذلك، فقد أزالت هيئة تحرير الشام نفسها بشكل عام من الحكم اليومي للأراضي التي تسيطر عليها، مما أدى إلى تكوين شكل من أشكال السلطة المزدوجة حيث تُنفذ الإدارة المدنية من قبل المجالس المحلية التي تعادر بشكل تعاوني. وطوال عام 2017، انخرطت هيئة تحرير الشام في نزاع مسلح عنيف مع الجماعات المتمردة المتنافسة - انظر اشتباكات محافظة إدلب (يناير ومارس 2017) واشتباكات محافظة إدلب (يوليو 2017).

## التاريخ

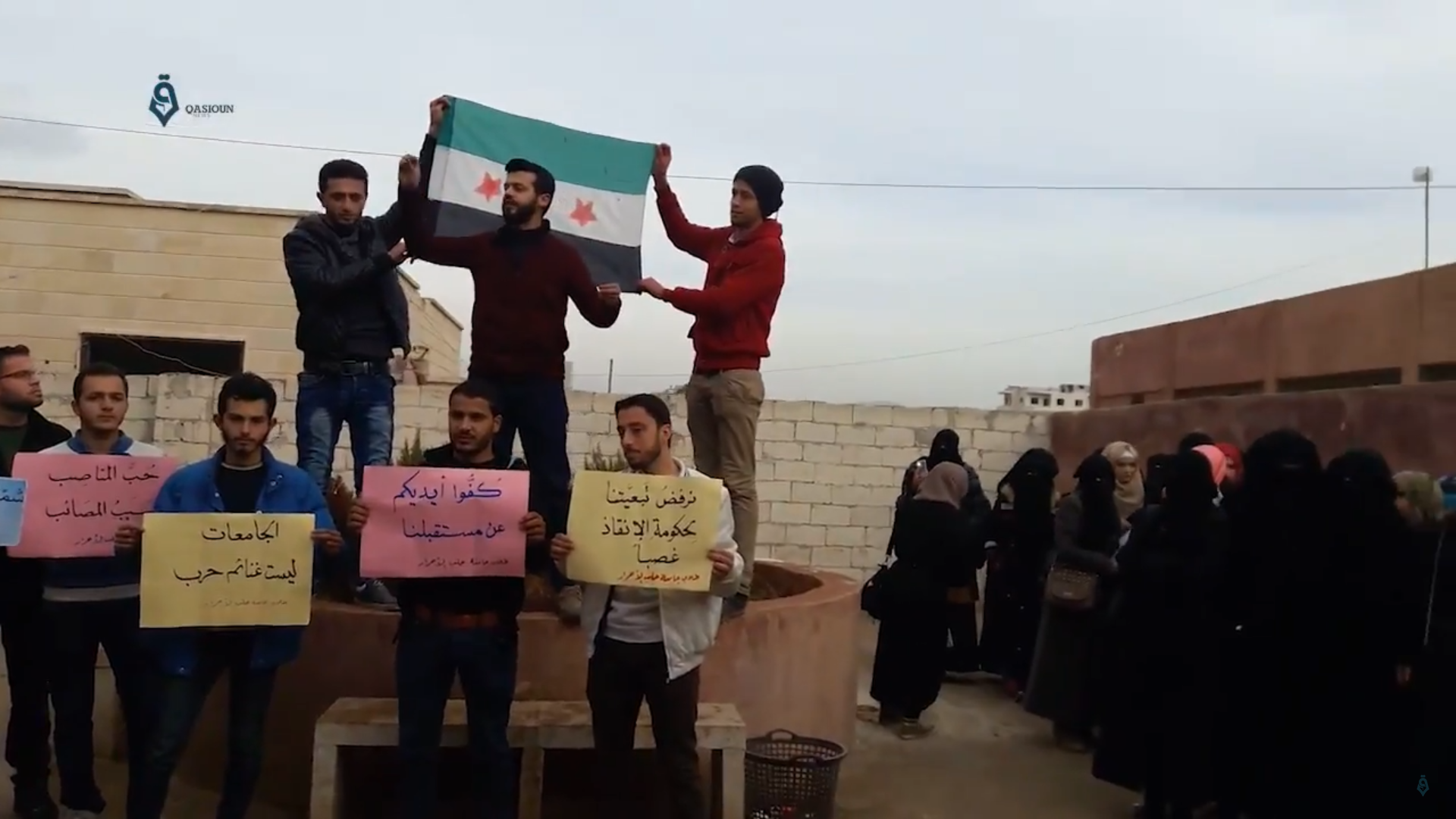
طلاب جامعة حلب الحرة في الدانا يحتجون على إغلاق عدة كليات من قبل حكومة الإنقاذ السورية.

كان المؤتمر السوري العام، الذي عقد في إدلب في سبتمبر 2017، استمرارًا لمبادرة الإدارة المدنية في مناطق سيطرة المعارضة، والتي عقدت في نهاية أغسطس 2017 في إدلب. اختتم المؤتمر العام في 11 سبتمبر 2017 وكوّن جمعية تأسيسية باسم مجلس الشورى العام برئاسة بسام صهيوني، كما عَيّن رئيسًا للوزراء. رفضت الحكومة السورية المؤقتة نتائج المؤتمر، وقد وصفه رئيسها جواد أبو حطب بـ«إعلان مشروع» إدلبستان. كما رفضته قوات سوريا الديمقراطية في القامشلي وعفرين. اتفق المشاركون في المؤتمر على «الشريعة الإسلامية باعتبارها المصدر الوحيد للتشريع» و«ضرورة الحفاظ على هوية الشعب السوري المسلم» و«إسقاط النظام غير الشرعي بكل رموزه وأركانه ومحاسبته على جرائمه المرتكبة. وكذلك تحرير الأراضي السورية من جميع قوات الاحتلال وإرساء الأمن ونشر العدالة في المناطق المحررة.»
لقد اعتبرت هذه الخطوة جزءً من محاولة هيئة تحرير الشام فرض سيطرتها على المنطقة. كان حضور رياض الأسعد للمؤتمر مثيرًا للجدل. قال رياض الأسعد أن «هيئة تحرير الشام أعلنت من قبل أنها ستحل نفسها، وهو مطلب خارجي وداخلي»، وأن هيئة تحرير الشام «لم تحضر المؤتمر ولم نتواصل معهم بعد انتهائه حتى». ومع ذلك، أدانت غرفة عمليات حوار كلس، التابعة للجيش الوطني السوري، رياض الأسعد واتهمته بالتآمر مع القاعدة.
في مطلع نوفمبر 2017، شكّل المؤتمر العام حكومة الإنقاذ السورية. تبع ذلك أسابيع من الصراع بين الحكومة الجديدة والحكومة السورية المؤقتة، مع تقارير من أن هيئة تحرير الشام قامت، من جانب واحد، بحل العديد من المجالس المحلية المدعومة من الحكومة السورية المؤقتة في شمال غرب سوريا.
في 12 ديسمبر 2017، أصدرت حكومة الإنقاذ السورية تحذيرًا دعت فيه الحكومة السورية المؤقتة إلى إخلاء مكاتبها من المناطق التي تسيطر عليها المعارضة في 72 ساعة. كانت هناك تقارير تفيد بإغلاق بعض المجالس المحلية التي تديرها الحكومة السورية المؤقتة بالفعل، واستبدالها ببدائل موالية لحكومة الإنقاذ السورية، لكن آخرين قالوا إنهم لن يخلوا مكاتبهم.
في 6 يناير 2018، أعلنت حكومة الإنقاذ السيطرة على جامعة حلب الحرة التي بدأتها الحكومة السورية المؤقتة، وأغلقت العديد من الكليات في الدانا وسرمدا، شمال إدلب، حيث يدرس ما يقرب من 4000 طالب، مما أدى إلى احتجاجات من قبل الطلاب والمحاضرين في الجامعة ضد المجموعة.
في 11 مارس 2018، أفادت تقارير أن الطائرات الروسية أطلقت صاروخًا على وزارة العدل التابعة لحكومة الإنقاذ شرق مدينة إدلب.
في 15 أغسطس 2018، قبلت الهيئة التأسيسية لحكومة الأمن السورية استقالة شفوية لرئيس الوزراء محمد آل الشيخ بعد اختطاف مدير صحي بارز.
ومع دفع فدية مقابل المدير مقابل 100 ألف دولار أمريكي، فقد وعد الشيخ بالاستقالة إذا فشلت وزارة الداخلية في القبض على الخاطفين خلال 24 ساعة. في 18 أغسطس 2018، كلفت الهيئة التأسيسية فواز هلال بتشكيل حكومة جديدة بقيادة نائب رئيس الوزراء محمد جمال شحود مؤقتًا. في 10 ديسمبر 2018 عيّنت الهيئة التأسيسية فواز هلال رئيسًا للوزراء، إلى جانب تسعة وزراء. حافظ هلال وكثير من أعضاء حكومته على علاقات وثيقة مع هيئة تحرير الشام.
في 29 يناير 2019، هاجمت انتحارية اتهمتها هيئة تحرير الشام بالارتباط بتنظيم الدولة الإسلامية (داعش) مقر حكومة الإنقاذ، فبعد قتال الحراس خارج المنشأة لعدة دقائق، فجرت نفسها، مما أدى إلى إصابة عدد من الأشخاص. وبعد ذلك بيومين نفى تنظيم الدولة الإسلامية مسؤوليته عن الهجوم باستخدام منفذه الإعلامي وكالة أعماق الإخبارية.
أثناء هجوم حكومة السورية على إدلب في مايو 2019، دعا هلال تركيا إلى دعم المعارضة.
أدت الزيادات الضريبية وارتفاع أسعار السلع الأساسية والاتهامات بأن قوات الأمن الخاصة بفرض احتكارات على سلع رئيسية مثل الوقود إلى احتجاجات وقعت بين أكتوبر ونوفمبر 2019، حيث ردد المتظاهرون هتافات مناهضة لقوات الأمن الخاصة وأبو محمد الجولاني. وبعد أن رفض سكان كفر تخاريم دفع ضريبة جديدة على زيت الزيتون وطردوا مسؤولي حكومة الإنقاذ، حاصر مقاتلو هيئة تحرير الشام البلدة وقصفوها، مما أسفر عن مقتل 5. استقال هلال ووزرائه بعد ذلك بوقت قصير، مما أدى إلى مطالبة مجلس الشورى العام لعلي كده، نائب وزير الداخلية للشؤون الإدارية والعلاقات العامة، بتشكيل حكومة جديدة. في 18 نوفمبر 2019، انتخب المجلس كده رئيسًا للوزراء، وفاز بنسبة 65٪ من الأصوات. لكن بعض النشطاء قالوا إن التعديل الوزاري كان مجرد «تغيير وجوه».
في 23 مارس 2020، أنشأت حكومة الإنقاذ لجنة طوارئ لتنسيق استجابتها لوباء كوفيد-19 في سوريا. شملت الإجراءات التي اتخذتها الحكومة الأمنية لمنع انتشار فيروس كورونا، تعليق صلاة الجمعة وإغلاق المدارس والأسواق وفتح مراكز الحجر الصحي في جسر الشغور وسرمدا وكفر كرمين. لكن هذه الجهود قوضها متشددون من هيئة تحرير الشام وفرع تنظيم حراس الدين في سوريا، الذين استمروا في الصلاة وإلقاء الخطب في المساجد دون تباعد اجتماعي. اعتبارًا من 27 مارس 2020، امتلكت حكومة الإنقاذ موارد محدودة للتعامل مع تفشي كبير لكوفيد-19، مع وجود 107 أجهزة للتهوية و243 سريرًا لوحدة العناية المركزة تحت تصرفها.[
في 7 أبريل 2020، استقال رئيس مجلس الشورى العام. قالت مصادر لعنب بلدي، إن استقالته جاءت ردًا على محاولات هيئة تحرير الشام التدخل في أنشطة المجلس. في 24 أبريل 2020، انتخب المجلس مصطفى الموسى، وهو صيدلاني، ترأس سابقًا لجنته الصحية، خلفًا له.
في أيار مايو 2020، دفع الانخفاض السريع في قيمة الليرة السورية الناجم عن قانون قيصر لحماية المدنيين في سوريا الذي أصدرته الحكومة الأمريكية إلى قيام حكومة الإنقاذ باستبدالها بالليرة التركية في الأراضي التي تديرها.
في 1 ديسمبر 2020، أعيد انتخاب علي كده رئيسًا للوزراء لولاية أخرى من قبل مجلس الشورى العام، حيث حصل على 81% من الأصوات. انتقد نشطاء المعارضة هذا التعيين وشبهوه بالانتخابات في المناطق التي تسيطر عليها الحكومة السورية.
في يونيو 2023، أبرمت حكومة الإنقاذ السورية اتفاقًا مع الإدارة الذاتية لشمال وشرق سوريا لبدء تجارة إمدادات الوقود بين الإدارة الذاتية لشمال وشرق سوريا وإدلب بعد محادثات دبلوماسية رسمية. كانت الاجتماعات قائمة في ظل التوتر المتزايد بين تركيا وقوات سوريا الديمقراطية، ونية قوات سوريا الديمقراطية نشر هيئة تحرير الشام كوسيلة للحد من التأثير التركي المتزايد في شمال سوريا من جانبها، اقترحت حكومة الإنقاذ جهودًا مشتركة لمكافحة الإرهاب جنبًا إلى جنب مع قوات سوريا الديمقراطية. بالإضافة إلى التعاون الاقتصادي، تضمنت المحادثات أيضًا التفاوض حول الترتيبات السياسية، مثل احتمالية إقامة إدارة مدنية مشتركة بين حكومة الإنقاذ والإدارة الذاتية لشمال وشرق سوريا في حال طرد قوات الجيش الوطني السوري من شمال غرب سوريا.
في 20 مايو/أيار 2023 صرحت حكومة الإنفاد بأن اليوم تتعرض الثورة السورية لتحدٍ خطير يتمثل في محاولات إقليمية حثيثة - وبرعاية إيرانية - لغسل سجل جرائم النظام السوري الموثقة في كل سجلات المؤسسات الحقوقية والإنسانية بالصوت والصورة، والعمل على إعادة إبرازه في الساحة السياسية بعد أكثر من عقد من القطيعة والتي تُوّجت بحضور رأس النظام المجرم للقمة العربية في جدة محاضرًا وموجها لمن دعاه ورحب به. رداً على رجوع بشار الأسد للقمة العربية في جدة .

## البناء
عينت المجموعة المحلية محمد الشيخ رئيسًا للحكومة مع 11 وزيرًا جديدًا للداخلية والعدل والأوقاف والتعليم العالي والتعليم والصحة والزراعة والاقتصاد والشؤون الاجتماعية والنازحين والإسكان والتعمير والإدارة المحلية والخدمات. كما أعلن الشيخ في مؤتمر صحفي عقده عند معبر باب الهوى تشكيل أربع لجان هي: هيئة التفتيش، وشؤون السجناء والمفقودين، وهيئة التخطيط والإحصاء، واتحاد النقابات العمالية. [بحاجة لمصدر] تم تعيين مؤسس الجيش السوري الحر، العقيد رياض الأسعد نائبًا لرئيس الوزراء للشؤون العسكرية.[بحاجة لمصدر] بعد تعيين فواز هلال رئيسًا للوزراء في ديسمبر 2018، تم دمج وزارة الاقتصاد مع وزارة الزراعة ودمج وزارة الإسكان والتعمير مع وزارة الإدارة المحلية والخدمات.

### قائمة رؤساء الوزراء
| الاسم                 | منذ            | حتى            |
| --------------------- | -------------- | -------------- |
| محمد الشيخ            | 2 نوفمبر 2017  | 18 أغسطس 2018  |
| محمد جمال شحود (مؤقت) | 18 أغسطس 2018  | 10 ديسمبر 2018 |
| فواز هلال             | 10 ديسمبر 2018 | ؟              |
| علي عبد الرحمن كده    | 18 نوفمبر 2019 | حاليًا          |

### قائمة الوزراء في 2017
| الاسم                                       | المنصب                                              | منذ           | حتى    |
| ------------------------------------------- | --------------------------------------------------- | ------------- | ------ |
| محمد الشيخ                                  | رئيس وزراء حكومة الإنقاذ السورية                    | 2 نوفمبر 2017 | لا زال |
| جمال شحود                                   | نائب رئيس وزراء حكومة الإنقاذ السورية               | ؟؟؟           | لا زال |
| العقيد رياض الأسعد                          | نائب رئيس مجلس الوزراء للشؤون العسكرية[بحاجة لمصدر] | 2 نوفمبر 2017 | ؟؟؟    |
| العميد أحمد نوري محمد ديب                   | وزارة الداخلية                                      | 2 نوفمبر 2017 | لا زال |
| إبراهيم محمد شاشو[بحاجة لمصدر]              | وزارة العدل                                         | 2 نوفمبر 2017 | لا زال |
| أنس محمد بشير الموسى[بحاجة لمصدر]           | وزارة الأوقاف والدعوة والإرشاد                      | 2 نوفمبر 2017 | لا زال |
| د. جمعة العمر                               | وزارة التعليم العالي                                | 2 نوفمبر 2017 | لا زال |
| محمد جمال شحود[بحاجة لمصدر]                 | وزارة التربية والتعليم                              | 2 نوفمبر 2017 | لا زال |
| د. أحمد إبراهيم الجرك[بحاجة لمصدر]          | وزارة الصحة                                         | 2 نوفمبر 2017 | لا زال |
| فايز احمد الخليفة[بحاجة لمصدر]              | وزارة الزراعة                                       | 2 نوفمبر 2017 | لا زال |
| عبد السلام الخلف[بحاجة لمصدر]               | وزارة الاقتصاد                                      | 2 نوفمبر 2017 | لا زال |
| محمد علي عامر[بحاجة لمصدر]                  | وزارة الشؤون الاجتماعية والنازحين                   | 2 نوفمبر 2017 | لا زال |
| م. ياسر غسان النجار[بحاجة لمصدر]            | وزارة الاسكان والتعمير                              | 2 نوفمبر 2017 | لا زال |
| م. فاضل عبد القادر / فضل طالب (ديسمبر 2017) | وزارة الإدارة المحلية والخدمات                      | ؟؟؟           | ؟؟؟    |

| الاسم                  | المنصب                           |        |
| ---------------------- | -------------------------------- | ------ |
| علي كده                | رئيس وزراء حكومة الإنقاذ السورية |        |
| محمد عبدالرحمن         | وزارة الداخلية                   |        |
| أنس منصور سليمان       | وزارة العدل                      |        |
| حسام حاج حسين          | وزارة الأوقاف والدعوة والإرشاد   | [ 34 ] |
| سعيد مندو              | وزارة التعليم العالي             |        |
| إبراهيم جمعة سلامة     | وزارة التربية والتعليم           | [ 35 ] |
| حسين بازار             | وزارة الصحة                      |        |
| محمد طه الأحمد         | وزارة الزراعة والري              |        |
| باسل عبد العزيز        | وزارة الاقتصاد والموارد          |        |
| قتيبة عبد الحميد الخلف | وزارة الإدارة المحلية والخدمات   |        |
| محمد البشير            | وزارة التنمية والشؤون الإنسانية  | [ 36 ] |

## الكلية العسكرية
أحدثت حكومة الإنقاذ السورية كلية تعنى بالشؤون العسكرية باسم الكلية العسكرية، تتبع وترتبط برئيس مجلس الوزراء مباشرة، وذلك بموجب القرار رقم 225 الصادر عن رئيس المجلس علي كده في آذار/2021 في حين باشرت الكلية عملها على أرض الواقع في أكتوبر/2021 وتتولى الكلية مهمة تدريب الطلاب المنتسبين لها لتخريجهم ضباطًا عاملين مؤهلين للخدمة في صفوف التشكيلات العسكرية التابعة للحكومة، وأثناء اجتماعه مع وجهاء مدينة إدلب في عيد الأضحى لعام 2022 كشف أبو محمد الجولاني قائد هيئة تحرير الشام عن نيّته بإحداث وزارة دفاع مستقبلًا تكون منبثقة عن الكلية الحربية في حكومة الإنقاذ.

## روابط خارجية
- الموقع الرسمي
 باللغة العربية